# Olaf Bull (Staatsrat)
Olaf Bull (* 11. März 1977 in Hamburg) ist ein deutscher Verwaltungswissenschaftler und Bremer Staatsrat (SPD).

## Biografie
Nach dem Abitur studierte Bull Verwaltungswissenschaften an der Universität Konstanz und absolvierte ein Verwaltungsreferendariat beim Land Nordrhein-Westfalen. 2005 schloss er seine Ausbildung als Verwaltungsassessor ab. 1993 wurde er Mitglied der SPD.
Nach verschiedenen Tätigkeiten bei dem Senator für Finanzen war Bull von 2007 bis 2015 Persönlicher Referent bzw. Büroleiter des Senators für Inneres, Ulrich Mäurer (SPD).
In der 19. Wahlperiode wurde er von 2015 bis 2019 zur Wahrnehmung der Aufgaben des Fraktionsgeschäftsführers der SPD-Fraktion in der Bremischen Bürgerschaft beurlaubt. Im August 2019 wurde er als Nachfolger von Thomas Ehmke (SPD) zum Staatsrat beim Senator für Inneres ernannt und ist somit Vertreter von Senator Mäurer.
Er ist Vater von vier Kindern.